# Sphenomorphus schultzei
Sphenomorphus schultzei — вид сцинкоподібних ящірок родини сцинкових (Scincidae). Ендемік Нової Гвінеї. Вид названий на честь німецького етнографа Леонарда Шульце-Єни.

## Поширення і екологія
Sphenomorphus schultzei в горах Центрального хребта Нової Гвінеї. Вони живуть у вологих гірських тропічних лісах, на висоті від 400 до 1570 м над рівнем моря.